# Velemér
Velemér (em esloveno: Velemer) é um município da Hungria, situado no condado de Vas. Tem 9,55 km² de área e sua população em 2015 foi estimada em 79 habitantes.